# باشگاه فوتبال اتلتیکو مارته
باشگاه دپورتیوو اتلتیکو مارته که با نام اتلتیکو مارته نیز شناخته می‌شود، یک باشگاه فوتبال السالوادوری است که در سان سالوادور واقع شده است.
این باشگاه در لیگ برتر فوتبال السالوادور بازی می‌کند، بالاترین سطح سیستم لیگ فوتبال السالوادور، و در ورزشگاه کوسکوتلان مستقر است.
اتلتیکو مارته یک رقابت دیرینه با باشگاه همسایه خود آلیانسا دارد که از سال ۱۹۶۸ باهم رقابت می‌کنند.
این باشگاه از زمان تشکیل آن در سال ۱۹۵۰، ۸ عنوان قهرمانی در لیگ برتر را در سال‌های ۱۹۵۵، ۱۹۵۶، ۱۹۵۷، ۱۹۶۹، ۱۹۷۰، ۸۱–۱۹۸۰، ۱۹۸۲ و ۱۹۸۵ کسب کرده است و یک بار نیز قهرمانی سگوندا دیویزیون د تورنئوراوس را کسب کرده است.
در سال ۱۹۸۱، این تیم نایب قهرمان جام قهرمانان کونکاکاف شد و از ترانسوال سورینام شکست خورد. اتلتیکو مارته اولین قهرمانی بین‌المللی خود را در جام برندگان جام کونکاکاف ۱۹۹۱ با ۲ پیروزی مقابل راسینگ و لئونس نیگروس اودیگ و باخت به کامیونیکیشنس به دست آورد.
در دهه ۱۹۸۰، لوئیس رامیرس ساپاتا، اسطوره فوتبال اسالوادور و نوربرتو اوئسو، رامون فاگواگا، خوسه لوئیس روگاماس از جمله بازیکنان ستاره آنها بودند.